# Homem-Aranha: Longe de Casa
Spider-Man: Far From Home (bra/prt: Homem-Aranha: Longe de Casa) é um filme de super-herói estadunidense de 2019 baseado no personagem Homem-Aranha da Marvel Comics, produzido pela Marvel Studios e Columbia Pictures e distribuído pela Sony Pictures Releasing, sendo a sequência de Spider-Man: Homecoming, de 2017, o vigésimo terceiro filme do Universo Cinematográfico Marvel e o décimo segundo filme da série de filmes Homem-Aranha. Dirigido por Jon Watts e escrito por Chris McKenna e Erik Sommers, é estrelado por Tom Holland como Peter Parker / Homem-Aranha, ao lado de Samuel L. Jackson, Zendaya, Cobie Smulders, Jon Favreau, J. B. Smoove, Jacob Batalon, Martin Starr, Marisa Tomei e Jake Gyllenhaal. No filme, Parker é recrutado por Nick Fury e Mystério para enfrentar ameaças de outra dimensão enquanto ele está em uma viagem escolar para a Europa.
Em outubro de 2016, as discussões começaram para uma continuação de Spider-Man: Homecoming, com uma data de lançamento dada ao filme antes do final do ano. Holland foi confirmado para retornar em julho de 2017, com Watts e os escritores também confirmados para retornar até o final desse ano. Em 2018, Jackson e Gyllenhaal se juntaram ao elenco como Fury e Mysterio, respectivamente, assumindo o papel de mentor que foi preenchido por Tony Stark no primeiro filme. Holland revelou o título da sequência antes das filmagens, que começaram em julho de 2018 e aconteceram na Inglaterra, na República Tcheca, na Itália e na região metropolitana de Nova York. A produção terminou em outubro de 2018. O marketing do filme tentou evitar revelar spoilers importantes de Avengers: Endgame, até que o filme fosse lançado em abril de 2019.
Homem-Aranha: Longe de Casa teve sua première no TCL Chinese Theatre em Hollywood, Califórnia em 26 de junho de 2019 e foi lançado nos Estados Unidos em 2 de julho de 2019 e no Brasil e em Portugal em 4 de julho de 2019 em formatos convencional, IMAX e 3D. Arrecadou mais de 1,1 bilhão de dólares mundialmente, sendo a quarta maior bilheteria de 2019 e o primeiro filme do personagem a atingir tal marca. Os críticos consideraram o filme como uma "sequência divertida e satisfatória" e elogiaram as atuações do elenco, especialmente de Holland e Gyllenhaal. Uma sequência, Spider-Man: No Way Home, foi lançada em 17 de dezembro de 2021 nos Estados Unidos.

## Enredo
No México, Nick Fury e Maria Hill investigam um ataque de uma grande tempestade revelada como sendo o ser Elemental de Terra. Derrotados em uma luta, eles são resgatados por Quentin Beck. Na cidade de Nova York, a Midtown School of Science and Technology reinicia seu ano acadêmico para acomodar os alunos que retornaram após o segundo estalo da manopla com as joias do infinito. A escola organiza um passeio de duas semanas para a Europa a fim de aproveitar o último ano de escola. Peter Parker, ainda em estado de luto com a morte de Tony Stark, planeja capitalizar isso e confessar seus sentimentos crescentes pela colega Michelle "MJ" Jones. Ele participa de uma angariação de fundos para pessoas sem-teto, coordenada por sua tia May. Parker ignora uma ligação de Fury durante o evento, mas sai depois da multidão fazer perguntas sobre a morte de Stark. Ele se abstém de levar seus trajes de Homem-Aranha para a Europa para fazer uma pausa e se divertir.
Em Veneza, na Itália, durante a viagem, Parker e seus amigos estão entre os atacados pelo ser Elemental de Água, que continua causando estragos na cidade; Parker tenta sem sucesso lutar, mas Beck, revelado como sendo Mysterio, aparece e destrói a criatura. Fury sabota a viagem de Parker e lhe dá os óculos de Stark, que foram feitos para seu sucessor. Os óculos são equipados com inteligência artificial E.D.I.T.H. , que tem acesso a todos os bancos de dados da Stark Industries, e pode lançar armas de comando. Beck afirma que os Elementais foram os responsáveis pela morte de sua família e que ele vem de uma realidade diferente, uma entre muitas no Multiverso. Parker rejeita o pedido de ajuda de Fury e reencontra seus amigos, mas Fury secretamente redireciona o itinerário da escola para Praga, onde o Elemental de Fogo está projetado para atacar. Ele aparece com intenção de destruição, mas Beck, com a ajuda de Parker, o destrói. Fury e Hill convidam Parker e Beck para Berlim, na Alemanha para discutir a formação de uma nova equipe de super-heróis. Parker considera Beck digno de ser o sucessor de Stark e entrega a ele o óculos E.D.I.T.H.
MJ deduz que Parker é o Homem-Aranha e o informa de um projetor que ela descobriu apresentar uma imagem do Elemental que reúne todos os seres anteriores. Os dois percebem que Beck é uma fraude. É revelado que Beck, na verdade, é um especialista em ilusões holográficas e ex-funcionário da Stark Industries, que foi demitido por ser considerado instável, com ele planejando um plano  com a sua equipe de colegas também ex-funcionários da Stark. Beck e seus aliados atacam Parker e MJ e recuperam o projetor. Parker viaja para Berlim e se encontra com Fury, apenas para perceber que a versão antes dele é uma ilusão criada por Beck. Parker enfrenta múltiplas ilusões e é atingido por um trem. Sobrevivendo ao impacto e gravemente ferido, ele cai inconsciente em um vagão de trem. Despertando em uma cela na Holanda,  logo então ele contata Happy Hogan. Hogan voa com Parker para Londres e revela uma máquina de fabricação de ternos deixada por Stark, que Parker usa para sintetizar um traje personalizado. Em Londres, Beck, procurando matar MJ por saber que ele é uma fraude, orquestra o grande ser Elemental. Parker rompe a ilusão usando seu "Arrepio do Peter" (Sentido Aranha), ganha o controle do óculos E.D.I.T.H., e derrota Beck, que aparentemente morre. Parker retorna a Nova York e começa um relacionamento com MJ.
Em uma cena no meio dos créditos, J. Jonah Jameson, editor do Clarim Diário, culpa o Homem-Aranha pelos ataques dos Elementais, transmitindo imagens modificadas do incidente filmado e gravado por Beck, no qual ele revela publicamente que Peter Parker é o Homem-Aranha em um telão da Times Square em Nova York, pouco antes de morrer. Em uma cena pós-créditos, os Skrulls Talos e Soren revelam ter ficado disfarçados de Fury e Hill o filme todo, designados para representá-los pelo verdadeiro Fury, que está em uma espécie de “férias” em uma base espacial dos Skrulls.

## Elenco
- Tom Holland como Peter Parker / Homem-Aranha: 
Um adolescente e Vingador que recebeu habilidades parecidas com aranhas após ser mordido por uma aranha geneticamente modificada. O diretor Jon Watts disse que, ao contrário de Spider-Man: Homecoming, no qual Parker anseia pelas responsabilidades de um adulto, em Far From Home ele quer se manter na juventude, dizendo: "Este filme é sobre o mundo dizendo a ele: 'Está na hora de você se impor e crescer, garoto', e ele está dizendo: 'Mas eu ainda quero ser um garoto e sair de férias'."[6][7]
- Samuel L. Jackson como Nick Fury: 
O ex-diretor da S.H.I.E.L.D.[8] que agora está em uma situação em que não tem o nível de controle que costumava ter.[9] Watts descreve o relacionamento de Fury com Parker como "o novo padrasto malvado", contrastando seu papel com o "tio legal de apoio de Tony Stark " em Homecoming, dizendo: "Fury vê Peter Parker como um ativo que ele precisa e que está muito preocupado. com um monte de problemas do ensino médio ". Watts originalmente lançou Fury como um mentor para Parker em Homecoming.[10]
- Zendaya como Michelle "MJ" Jones: Colega de classe, amiga e interesse amoroso de Peter. Seu nome completo, Michelle Jones, não é fornecido no filme.
- Cobie Smulders como Maria Hill: Uma ex-agente de alta hierarquia da S.H.I.E.L.D. que trabalha com Nick Fury.[8]
- Jon Favreau como Happy Hogan: 
O chefe de segurança da Stark Industries e ex-motorista e guarda-costas de |Tony Stark, que cuida de Peter. Watts observou que Happy seria usado para explorar a ideia de "tentar encontrar seu lugar no mundo se o centro do seu mundo se for", dada sua estreita amizade com Stark.
- J. B. Smoove como Julius Dell: 
O professor de Peter e um acompanhante em sua viagem escolar para a Europa. O papel foi escrito para Smoove depois que os roteiristas e o diretor gostaram de sua atuação ao lado de Holland em um curta comercial produzido pela Audi para promover o Baile .
- Jacob Batalon como Ned Leeds: O melhor amigo de Peter.
- Martin Starr como Roger Harrington: O professor de decatlo acadêmico de Peter e um acompanhante em sua viagem escolar para a Europa.
- Marisa Tomei como May Parker: A tia de Peter que tem plena consciência de sua identidade secreta e quer que ele seja o Homem-Aranha, para que ele possa ajudar em causas de caridade.[11][12]
- Jake Gyllenhaal como Quentin Beck / Mystério: 
Um ex-funcionário da Stark Industries e especialista em ilusões holográficas que se disfarça de super-herói da Terra-833 no Multiverso. Ele é recrutado por Nick Fury para ajudar o Homem-Aranha a parar os Elementais.[13][14] Gyllenhaal compartilhou ideias com os escritores sobre a personalidade do personagem, e ficou atraído pela ideia de que Beck está "manipulando o amor de todos pelos super-heróis e a necessidade de heróis". Gyllenhaal queria interpretar a história falsa do personagem da maneira mais realista possível.[15] Quanto ao relacionamento de Beck com Parker, Watts diz que "Se Tony Stark era o mentor dos filmes anteriores, pensamos que seria interessante interpretar Mysterio quase como o tio legal".[7] Watts estava empolgado por ter Beck se unindo a Fury e Parker ao apresentar o personagem ao MCU "de uma maneira que as pessoas não estavam esperando".[9]

Tony Revolori e Angourie Rice reprisam seus papéis como os colegas de Parker de De Volta ao Lar, Flash Thompson, rival de Parker, e Betty Brant, a namorada de Ned. Peter Billingsley reprisa seu papel de Homem de Ferro (2008) do cientista William Ginter Riva, um ex-funcionário da Stark Industries que agora trabalha com Beck. J. K. Simmons aparece como J. Jonah Jameson na cena no meio dos créditos, marcando a primeira vez que um ator reprisa um papel não-UCM em um filme do UCM, após Simmons retratar uma encarnação diferente de Jameson na trilogia do Homem-Aranha de Sam Raimi. Simmons tem contrato para aparecer em possíveis filmes futuros. Ben Mendelsohn e Sharon Blynn fazem aparições não creditadas na cena pós-créditos como os Skrulls Talos e Soren, reprisando seus papéis de Capitã Marvel (2019); essa cena revela que eles estiveram se passando por Fury e Hill durante o filme, com imagens excluídas de Jackson e Smulders, originalmente destinadas à cena de abertura, usadas na revelação. Smulders soube da reviravolta pelo produtor Kevin Feige pouco antes do lançamento do filme.
Além disso, Numan Acar interpreta o colega de Fury, Dimitri, e Remy Hii interpreta Brad Davis, um estudante popular que Parker vê como uma competição pelo afeto de MJ. Zach Barack, o primeiro ator abertamente transgênero no MCU, interpreta um dos novos colegas de classe de Parker, Zach. Dawn Michelle King, editora assistente de muitos filmes do MCU, incluindo Far From Home, fornece a voz para a inteligência artificial EDITH, Jeff Bridges e Robert Downey Jr. aparecem como Obadiah Stane e Tony Stark através do uso de imagens de arquivo de Homem de Ferro e Capitão América: Guerra Civil (2016), respectivamente. Imagens de filmes anteriores do MCU de Downey Jr., Chris Evans, Scarlett Johansson e Paul Bettany como Stark, Steve Rogers / Capitão América, Natasha Romanoff / Viúva Negra e Visão, respectivamente, são usadas nas cenas de abertura do segmento "in memoriam". Os quatro Elementais são modelados após diferentes vilões do Homem-Aranha dos quadrinhos da Marvel: Hydro-Man, Molten Man, Sandman e Cyclone.

### Dublagem Brasileira
- Estúdio de dublagem: Delart[39]
- Direção de Dublagem: Manolo Rey[39]
- Cliente: Sony[39]
- Tradução: Guilherme Menezes[39]

Elenco
- Peter: Wirley Contaifer[39]
- Beck: Philippe Maia[39]
- Mj: Ana Elena Bittencourt[39]
- Ned: Fred Mascarenhas[39]
- Nick Fury: Márcio Simões[39]
- Betty: Erika Menezes[39]
- Happy: Mário Tupinambá[39]
- Harrington: Hércules Franco[39]
- Flash: João Capelli[39]
- Edith: Fabiana Aveiro[39]
- Dell: Malta Jr.[39]
- Maria Hill: Márcia Coutinho[39]
- Brad: Fabrício Vila Verde[39]
- May: Andrea Muricci[39]
- William: Guto Nejaim[39]
- Janice: Aline Esteves[39]
- Tony Stark: Marco Ribeiro[39]
- Dimitri: Ádel Mercadante[39]
- Delmar: Alexandre Maguolo[39]
- Jameson: José Santa Cruz[39]
- Zach: Gustavo Pereira[39]
- Jason: Ícaro Amado[39]
- Obadiah: Julio Chaves[39]
- Guterman: Anderson Coutinho[39]

## Produção

### Desenvolvimento

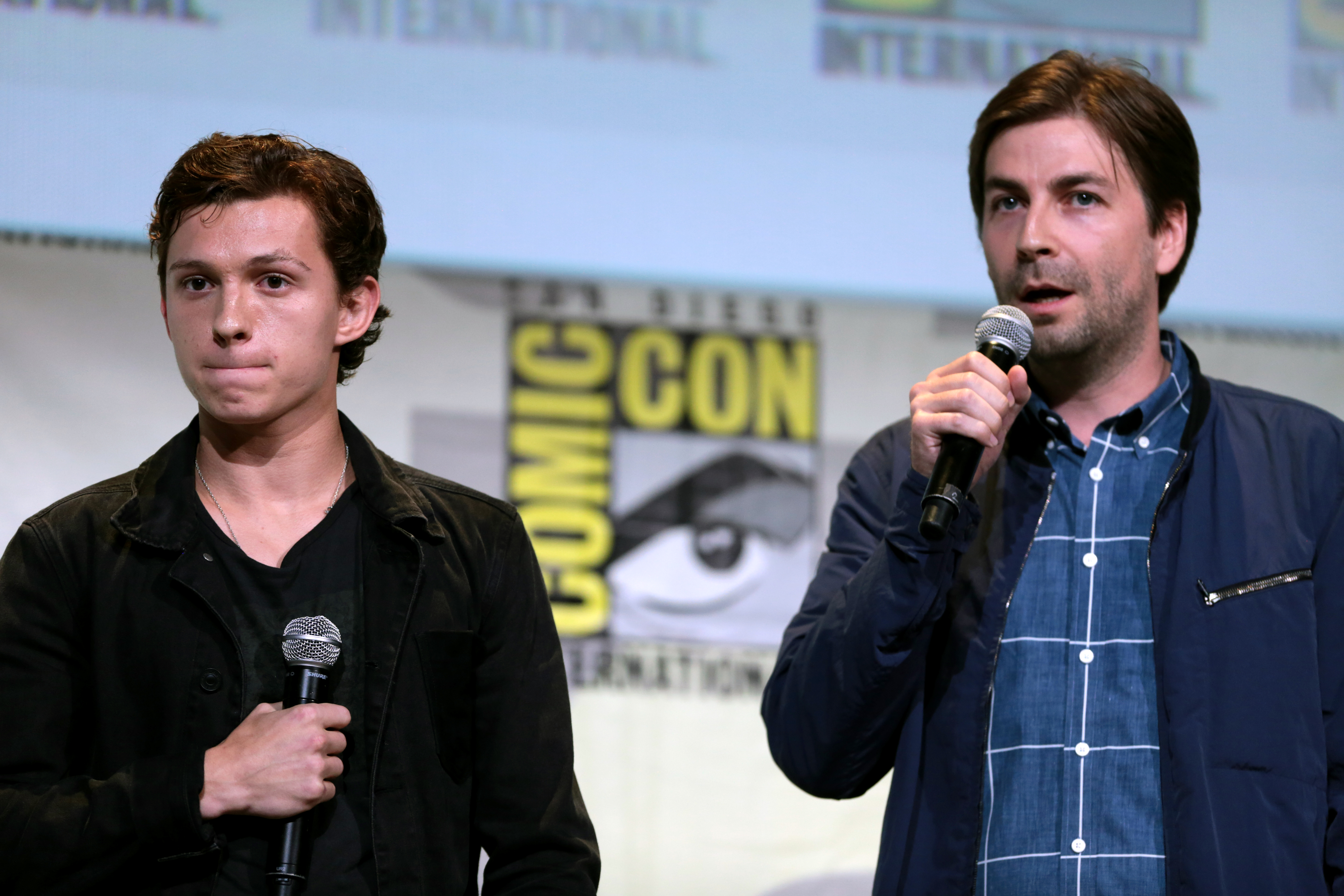
O ator Tom Holland (à esquerda) e o diretor Jon Watts (à direita) são anunciados para retornar a sequencia.

Em junho de 2016, o presidente da Sony Pictures, Tom Rothman, afirmou que a Sony e a Marvel Studios estavam empenhadas em fazer os futuros filmes do Homem-Aranha filmes, depois de Spider-Man: Homecoming (2017).  No mês seguinte, o presidente da Marvel Studios, Kevin Feige, disse que se filmes adicionais fossem feitos, a empresa teve uma ideia inicial de seguir o modelo da série de filmes do Harry Potter e fazer com que o enredo de cada filme cubra um novo ano escolar, com um segundo filme destinado a ocorrer durante o primeiro ano do ensino médio de Parker. Em outubro, começaram as discussões para um segundo filme, incluindo o vilão, de acordo com o ator do Homem-Aranha Tom Holland, que foi contratado para mais dois filmes do Homem-Aranha. Em dezembro, após o lançamento bem-sucedido do primeiro trailer de Homecoming, a Sony anunciou uma sequência do filme para 5 de julho de 2019. A insistência da Sony de que a sequência fosse lançada em 2019 complicou a preferência da Marvel por sigilo em relação a seus planos para o Homem-Aranha neste filme e em outros filmes do MCU, já que o personagem morreria no final de Avengers: Infinity War (2018) e não seria ressuscitado antes de Avengers: Endgame em abril de 2019, época em que o marketing para este filme já teria começado.
Depois de poder incluir o Homem de Ferro no enredo, a Sony revelou em junho de 2017 o uso de outro personagem controlado pela Marvel Studios para a sequência. Feige afirmou que a Marvel e a Sony estavam "apenas começando a solidificar nossos planos" para o filme, e sentiu que as aparições do Homem-Aranha em Avengers: Infinity War e Avengers: Endgame " o lançariam em um universo cinematográfico muito novo naquele momento, semelhante a como foi feito em Captain America: Civil War (2016) ". Marvel e Sony ambas queriam o diretor Jon Watts retornando para a sequência, com Feige dizendo "essa é a intenção com certeza", e posteriormente Watts disse que assinou contrato para outro filme do Homem-Aranha. Feige disse que a continuação teria uma legenda como Homecoming, e não apresentaria "2" no título. Ele acrescentou que as filmagens deveriam começar em abril ou maio de 2018. Feige também disse que o vilão do filme seria aquele que ainda não havia sido visto no filme. Em julho, Watts estava em negociações com os estúdios a respeito de seu retorno para a sequência e Marisa Tomei manifestou interesse em retornar como a Tia May dos filmes anteriores.
Pascal disse que o filme começará "alguns minutos" após a conclusão de Avengers: Endgame. Uma quantidade específica de tempo não é declarada no filme, mas Watts sentiu que foi "quase imediatamente" após Endgame. Diante disso, Watts achou que isso representava "um divertido desafio criativo" para a equipe de Far From Home, permitindo que eles lidassem com muitas das perguntas não respondidas do Endgame . Watts acrescentou que eles procuravam "fazer um filme que estivesse naquele mundo e lidar com essas histórias, mas também ainda é um filme divertido do Homem-Aranha". Por exemplo, Ned, MJ e Flash se tornaram pó durante os eventos da Guerra do Infinito junto com Parker, enquanto alguns de seus colegas de classe não eram e agora são cinco anos mais velhos devido aos eventos de Endgame . Watts comparou essa dinâmica ao filme Flight of the Navigator (1986), chamando a situação de "realmente estranha  ... mas  ... também algo com o qual você pode se divertir muito".

### Pré-produção
No final de agosto de 2017, quando o filme estava entrando em fase de pré-produção,  Chris McKenna e Erik Sommers, dois dos roteiristas de De Volta ao Lar, estavam em negociações finais para retornar à sequência. No início de outubro de 2017, Jacob Batalon confirmou que iria reprisar seu papel de Ned no filme. Em dezembro de 2017, Feige confirmou que Watts retornaria para dirigir a sequência. Em fevereiro de 2018, Zendaya foi indicada para retornar ao filme, reprisando seu papel como Michelle "MJ" Jones. No final de abril, as filmagens estavam agendadas para começar no início de julho de 2018, com Feige notando que as filmagens ocorreriam em Londres, em vez de Atlanta, assim como no primeiro filme. Feige observou que uma das razões por trás disso era porque a maioria do filme seria gasta em todo o mundo, fora da cidade de Nova York. Um mês depois, Jake Gyllenhaal entrou em negociações para estrelar Mystério, enquanto Tomei e Michael Keaton foram confirmados para reprisar seus papéis no filme; McKenna e Sommers também foram confirmados como roteiristas do filme. No final de junho de 2018, Holland revelou o título do filme como Homem-Aranha: Longe de Casa, e a escalação de Gyllenhaal foi confirmada. Feige explicou que havia potencial para o título vazar depois que as filmagens começaram, então eles decidiram revelá-lo. Ele comparou o título ao Homem-Aranha: Homecoming, que é "cheio de significado alternativo", continuando o uso de "Casa" (ou "Casa"), e acrescentou que o filme se concentra em Parker e seus amigos indo para a Europa em férias de verão, longe de sua casa em Nova York.

### Filmagens

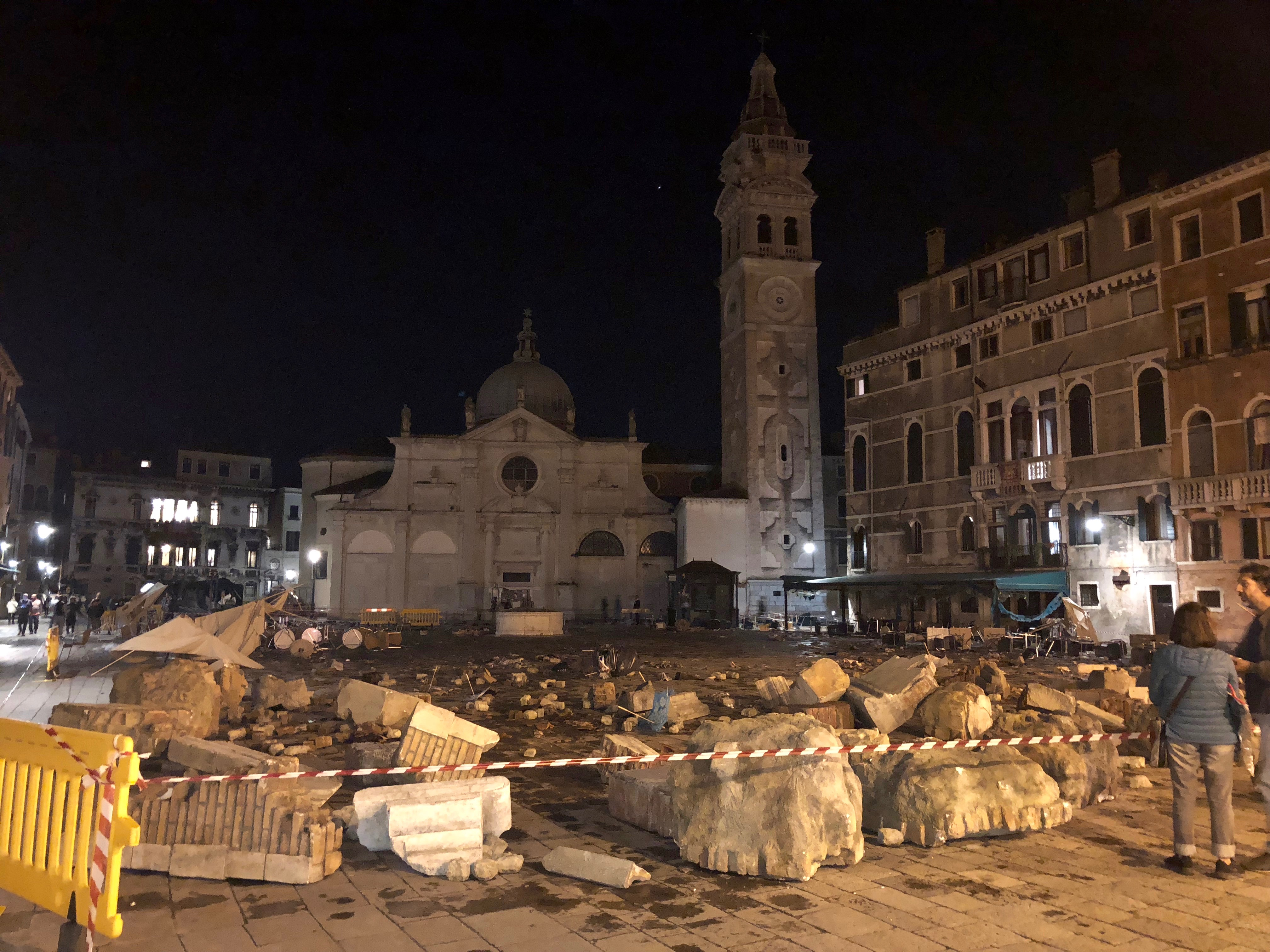
O cenário do filme em Veneza, Itália.

A fotografia principal começou no local em Hertfordshire, Inglaterra, em 2 de Julho de 2018, sob o título provisório Fall of George. Matthew Lloyd atuou como diretor de fotografia , depois de trabalhar anteriormente com Watts na Cop Car (2015). Watts queria trabalhar com Lloyd no Baile, mas o diretor de fotografia estava trabalhando em Power Rangers (2017) na época. As filmagens se mudaram para Londres, com locações incluindo East London, e no aeroporto de Londres Stansted. O trabalho de estúdio ocorreu no Leavesden Studios, perto de Watford, Inglaterra, onde um cenário de Veneza foi criado em um dos backlots do estúdio. Logo após o início das filmagens, as fotos do set revelaram que Hemky Madera retornaria como proprietário da bodega, Sr. Delmar, enquanto J. B. Smoove e Numan Acar se juntaram ao elenco.
No início de agosto, Samuel L. Jackson e Cobie Smulders foram confirmados para aparecer no filme, reprisando seus respectivos papéis de Nick Fury e Maria Hill dos filmes anteriores do MCU, e Remy Hii se juntou ao elenco no final do mês. As filmagens ocorreram em Praga e Liberec, na República Tcheca, em setembro e se mudaram para Veneza no final do mês. As filmagens foram movidas para Nova York e Newark, Nova Jérsia em outubro, onde usou o título de trabalho Bosco. Os locais incluíram áreas em torno do Madison Square Garden e da Penn Station, e do Aeroporto Internacional de Newark. As filmagens foram encerradas em 16 de outubro de 2018.
Lloyd explicou que a equipe de criação abordou o filme como uma história de viagem e, portanto, ele queria manter a aparência distinta de cada local visitado. Isso significava dar a cada parada da viagem escolar um esquema de iluminação e uma paleta de cores distintos. Por exemplo, Lloyd visitou Veneza três vezes durante a prospecção de locais para discutir como as cenas seriam filmadas e descobriu que a cidade tem uma "brilhante, sensação pastel, onde a luz entra e atinge um edifício. Isso banha as pessoas neste ambiente caloroso, luz arenosa ". Praga, por outro lado, tem uma "mistura mais quente e fria, e a beleza desse tipo de arquitetura barroca do leste europeu". A produção aproveitou a iluminação já existente nos edifícios de Praga, que muitas vezes são iluminados para obter textura na vida real. Lloyd se sentiu confortável trabalhando dentro da estética do MCU depois de atuar como diretor de fotografia na primeira temporada da série de televisão do MCU, Daredevil e a minissérie Os Defensores, bem como trabalhar na fotografia adicional para os filmes Thor: Ragnarok (2017) e Captain Marvel (2019). Lloyd, originalmente começou a planejar usar as câmeras Alexa 65 com as quais a Marvel normalmente filma, mas a Sony pediu que eles se concentrassem na otimização das filmagens para seus lançamentos 2K, então a produção mudou para câmeras Alexa Mini. Isso acabou sendo muito mais fácil para o departamento de câmera usar no local e para combinar a filmagem ao vivo com elementos de efeitos visuais.

## Música
Michael Giacchino, compositor de Spider-Man: Homecoming, confirmou seu retorno à trilha sonora de Far From Home em outubro de 2018. "I Will Always Love You" de Whitney Houston toca durante o logotipo de abertura do Marvel Studios como parte do filme na abertura da cena "in memoriam". O álbum da trilha sonora foi lançado pela Sony Classical em 28 de junho de 2019.

## Marketing
Devido à morte de Parker no final de Avengers: Infinity War e não ter sido ressuscitado até Avengers: Endgame, Germain Lussier de io9 observou em maio de 2018 que a Sony teria que começar a comercializar este filme apenas dois meses antes de seu lançamento ou revelar o fato de Parker ter sido ressuscitado para o público em geral, que não podia perceber que isso aconteceria em Endgame. Lussier sugeriu que a última abordagem fosse adotada, enquanto um representante da Sony disse que o estúdio trabalharia com a Marvel para "descobrir a estratégia do Homem-Aranha". Holland e Gyllenhaal estrearam o primeiro trailer de Far From Home no CCXP Brasil da Sonypainel, em 8 de dezembro de 2018. A filmagem não apresenta os eventos de Infinity War ou Endgame, com Steven Weintraub do Collider descrevendo-o como uma continuação do "universo do Homem-Aranha" apenas. Holland estreou o trailer publicamente em sua conta do Instagram em 15 de janeiro de 2019. Uma "versão internacional" ligeiramente diferente também foi lançada. Vários meios de comunicação comentaram sobre a aparição de Parker no trailer após os eventos de Infinity War, com Zack Straf do IndieWire apontando que, embora o trailer revele o retorno de Parker, não explica como.

## Lançamento
Spider-Man: Far From Home teve sua estreia mundial no TCL Chinese Theatre em Hollywood em 26 de junho de 2019. O filme foi lançado em 28 de junho, na China e no Japão, e nos Estados Unidos em 2 de julho, em 3D e IMAX. Foi originalmente programado para ser lançado em 5 de julho. O filme foi relançado no fim de semana do Dia do Trabalho , começando em 29 de agosto, com quatro minutos de filmagem extra.

### Mídia doméstica
Spider-Man: Far From Home foi lançado pela Sony Pictures Home Entertainment em formato digital em 17 de setembro de 2019, e em Ultra HD Blu-ray, Blu-ray e DVD em 1º de outubro. O release da mídia doméstica apresenta um curta-metragem intitulado Peter's To-Do List , que usa cenas de Parker recuperando vários itens para sua viagem que foram cortados a partir do lançamento teatral do filme. O curta inclui cenas com Hemky Madera reprisando seu papel de Spider-Man: Homecoming como Sr. Delmar, proprietário de uma bodega local , que foi toda cortada de Far From Home.

## Recepção

### Bilheteria
Spider-Man: Far From Home arrecadou 390,5 milhões de dólares nos Estados Unidos e Canadá e 741,4 milhões de dólares em outros territórios, totalizando 1,131 bilhão de dólares em todo o mundo. Em 18 de agosto de 2019, o filme superou Skyfall (2012) para se tornar o filme de maior bilheteria da Sony Pictures em todo o mundo.
Três semanas antes de seu lançamento nacional, o rastreamento oficial da indústria teve o filme arrecadando cerca de 170 milhões de dólares durante o período de abertura de seis dias. Alguns tiveram o filme atingindo 200 milhões de dólares, enquanto outros estavam em 165 milhões de dólares conservadores; A Sony previa uma estreia de 154 milhões de dólares. Na semana do lançamento, as estimativas da indústria caíram para 140 milhões de dólares, com o estúdio esperando 120 milhões de dólares, devido ao recente desempenho insuficiente de outras sequências. Exibido em 4 634 cinemas (o segundo de todos os tempos atrás de Avengers: Endgame), o Far From Home fez um recorde de abertura na terça-feira em 39,3 milhões de dólares, incluindo cerca de 2,8-3 milhões de dólares em visualizações da meia-noite em cerca de 1 000 cinemas. Em seguida, faturou 27 milhões de dólares no segundo dia, a melhor quarta-feira de todos os tempos, para um filme do UCM, e 25,1 milhões de dólares no dia 4 de julho, o segundo maior total já registrado no feriado, depois de Transformers (29 milhões de dólares em 2007). Em seu fim de semana de estreia, o filme faturou 92,6 milhões de dólares, e um total de 185,1 milhões de dólares no período de seis dias, superando os 180 milhões de dólares feitos pelo Homem-Aranha 2 durante sua estreia de 4 de julho em 2004. Em seu segundo final de semana, o filme faturou 45,3 milhões de dólares, novamente no topo das bilheterias, com uma queda de 51% em relação à primeira semana; menor do que regresso a casa ' queda s 62% em seu segundo fim de semana de bilheteria. Far From Home arrecadou mais de 21 milhões de dólares no terceiro fim de semana, mas foi destronado pelo estreante The Lion King.
Far From Home foi projetado para arrecadar 350 milhões de dólares em todo o mundo até o final de sua primeira semana de lançamento e cerca de 500 milhões de dólares nos primeiros 10 dias. Na China e no Japão, onde foi lançado uma semana antes de sua estreia nos EUA, o filme arrecadou cerca de 90 milhões de dólares em seu fim de semana de estreia. Na China, onde os bilhetes pré-venda foram menos que Homecoming, o filme fez 35,5 milhões de dólares em seu primeiro dia, incluindo 3,4 milhões de dólares do previews da meia-noite (a quarta melhor de todos os tempos para um filme de super-herói no país). Acabou com um super desempenho, estreando para 111 milhões de dólares, incluindo 98 milhões de dólares na China, a quarta melhor abertura de super-herói de todos os tempos no país. Far From Home acabou arrecadando 580,1 milhões de dólares em todo o mundo nos seus primeiros 10 dias de lançamento, incluindo 238 milhões de dólares de territórios internacionais em seu primeiro final de semana. Na China, o filme teve um total de dez dias de 167,4 milhões de dólares, e suas outras maiores estreias foram a Coreia do Sul (33,8 milhões de dólares), o Reino Unido (17,8 milhões de dólares), o México (13,9 milhões de dólares) e a Austrália (11,9 milhões de dólares).

### Crítica
Na revisão agregador site Rotten Tomatoes, o filme mantém um índice de aprovação de 90% baseado em 417 comentários, com uma classificação média de 7,44 / 10. O consenso dos críticos do site diz: "Uma mistura surpreendentemente imprevisível de romance adolescente e ação de super-heróis, Spider-Man: Far From Home elegantemente prepara o cenário para a próxima era do MCU". Metacritic, que usa uma média ponderada, atribuiu ao filme uma pontuação de 69 em 100 com base em 55 críticos, indicando "críticas geralmente favoráveis". As audiências consultadas pelo CinemaScore deram ao filme uma nota média de "A" na  escala A + a F, enquanto as do PostTrakobteve uma pontuação global positiva de 90% e uma "recomendação definitiva" de 76%.
Owen Gleiberman da Variety elogiou o desempenho da Holland e escreveu: "No final, este Homem-Aranha realmente encontrar seu formigamento, mas vem depois de Into the Spider-Verse, com sua roda jogos psicodélicas de imagens e de identidade e alçapões de percepção, Spider-Man: Far From Home toca todas as bases de um filme convencional da Marvel. Não tira você deste mundo. Mas é bom o suficiente para convocar o chute - ou talvez apenas a ilusão - de consequência ". Escrevendo para o Chicago Sun-Times, Richard Roeper deu ao filme 3  de 4  estrelas, chamando-o de "entusiasmo, doce e satisfatório" e elogiou as performances do elenco. Bernard Boo, da PopMatters, elogiou o filme, comentando: " Spider-Man: Far From Home é tecnicamente o filme final da Fase [Três] do MCU, e é difícil pensar em uma maneira melhor de lançar a série de maior sucesso. das franquias de maior bilheteria da história ". Alonso Duralde, do The Wrap disse que o filme parece "uma encantadora comédia para adolescentes que ocasionalmente se transforma em um filme de super-herói", o que ele disse ser um elogio. Ele destacou o elenco, incluindo a química entre Holland, Batalon e Zendaya, e disse que Gyllenhaal "ataca a seriedade de seu personagem, mas também desfruta claramente de alguns momentos que o permitem canalizar cada suspiro exasperado, eu só quero receber" - esse diretor de diva masculino certo que ele já conheceu ".
Escrevendo para a IndieWire, David Ehrlich deu ao filme uma nota "C" e apesar de elogiar o elenco, chamou o filme de "pouco arrogante de arrumação de super-heróis que só existe para limpar a bagunça que Avengers: Endgame deixou para trás". Ele criticou o desenvolvimento do personagem do Homem-Aranha, sentindo que ele não muda ao longo do filme, além de se tornar mais confiante. Ele descreveu a ação como "plástica", disse que Gyllenhaal foi subutilizada e achou que o filme não dava atenção suficiente aos elementos adolescentes.

## Prêmios
| Prêmio                               | Data da cerimônia      | Categoria                                                     | Indicados                                                                           | Resultado | Ref(s)  |
| ------------------------------------ | ---------------------- | ------------------------------------------------------------- | ----------------------------------------------------------------------------------- | --------- | ------- |
| Teen Choice Awards                   | 11 de agosto de 2019   | Choice Summer Movie                                           | Spider-Man: Far From Home                                                           | Venceu    | [ 112 ] |
| Teen Choice Awards                   | 11 de agosto de 2019   | Melhor ator de verão                                          | Tom Holland                                                                         | Venceu    | [ 112 ] |
| Teen Choice Awards                   | 11 de agosto de 2019   | Atriz de filme de verão bem escolhida                         | Zendaya                                                                             | Venceu    | [ 112 ] |
| Saturn Awards                        | 13 de setembro de 2019 | Melhor Filme de Animação em Quadrinhos                        | Spider-Man: Far From Home                                                           | Indicado  | [ 113 ] |
| Saturn Awards                        | 13 de setembro de 2019 | Melhor atriz coadjuvante                                      | Zendaya                                                                             | Venceu    | [ 113 ] |
| Saturn Awards                        | 13 de setembro de 2019 | Melhor desempenho de um ator mais jovem                       | Tom Holland                                                                         | Venceu    | [ 113 ] |
| Saturn Awards                        | 13 de setembro de 2019 | Melhores Efeitos Especiais                                    | Spider-Man: Far From Home                                                           | Indicado  | [ 113 ] |
| People's Choice Awards               | 10 de novembro de 2019 | Filme de 2019                                                 | Spider-Man: Far From Home                                                           | Indicado  | [ 114 ] |
| People's Choice Awards               | 10 de novembro de 2019 | Filme de ação de 2019                                         | Spider-Man: Far From Home                                                           | Indicado  | [ 114 ] |
| People's Choice Awards               | 10 de novembro de 2019 | Estrela de cinema masculina de 2019                           | Tom Holland                                                                         | Indicado  | [ 114 ] |
| People's Choice Awards               | 10 de novembro de 2019 | Estrela de cinema feminina de 2019                            | Zendaya                                                                             | Venceu    | [ 114 ] |
| People's Choice Awards               | 10 de novembro de 2019 | Estrela de cinema de ação de 2019                             | Tom Holland                                                                         | Venceu    | [ 114 ] |
| National Film & TV Awards            | 3 de dezembro de 2019  | Melhor Longa-Metragem                                         | Spider-Man: Far From Home                                                           | Indicado  | [ 115 ] |
| National Film & TV Awards            | 3 de dezembro de 2019  | Melhor ator                                                   | Tom Holland                                                                         | Indicado  | [ 115 ] |
| National Film & TV Awards            | 3 de dezembro de 2019  | Melhor atriz coadjuvante                                      | Zendaya                                                                             | Indicado  | [ 115 ] |
| National Film & TV Awards            | 3 de dezembro de 2019  | Melhor Ator Coadjuvante                                       | J. B. Smoove                                                                        | Venceu    | [ 116 ] |
| AACTA Awards                         | 4 de dezembro de 2019  | Melhores efeitos visuais ou animação                          | Brendan Seals, Michael Perdew, Andrew Zink, Adam Gailey                             | Venceu    | [ 117 ] |
| Hollywood Critics Association Awards | 9 de janeiro de 2020   | Melhor sucesso de público                                     | Spider-Man: Far From Home                                                           | Indicado  | [ 118 ] |
| Critics' Choice Awards               | 12 de janeiro de 2020  | Melhor Filme de Ação                                          | Spider-Man: Far From Home                                                           | Indicado  | [ 119 ] |
| Visual Effects Society Awards        | 29 de janeiro de 2020  | Simulações de efeitos extraordinários em um recurso Photoreal | Adam Gailey, Jacob Santamaria, Jacob Clark, Stephanie Molk (para "Homem Derretido") | Indicado  | [ 120 ] |
| Nickelodeon Kids' Choice Awards      | 22 de março de 2020    | Filme favorito                                                | Spider-Man: Far From Home                                                           | Indicado  | [ 121 ] |
| Nickelodeon Kids' Choice Awards      | 22 de março de 2020    | Ator de filme favorito                                        | Tom Holland                                                                         | Indicado  | [ 121 ] |
| Nickelodeon Kids' Choice Awards      | 22 de março de 2020    | Atriz de filme favorita                                       | Zendaya                                                                             | Indicado  | [ 121 ] |
| Nickelodeon Kids' Choice Awards      | 22 de março de 2020    | Super-herói favorito                                          | Tom Holland (também para Vingadores: Ultimato)                                      | Venceu    | [ 121 ] |

## Sequência
Em setembro de 2019, a Marvel Studios e a Sony Pictures anunciaram que iriam produzir um terceiro filme, após um impasse entre as duas empresas durante as negociações.
Watts voltou a dirigir, a partir de um roteiro de McKenna e Sommers. Holland, Zendaya, Favreau, Tomei, Batalon, e Revolori reprisam seus papéis, enquanto Benedict Cumberbatch e Benedict Wong reprisam seus papéis no MCU como Doutor Estranho e Wong. Vários atores dos filmes anteriores do Homem-Aranha, reprisaram seus papéis, incluindo Tobey Maguire como Peter Parker / Homem-Aranha, Willem Dafoe como Norman Osborn / Duende Verde, Alfred Molina como Dr. Otto Octavius / Doutor Octopus e Thomas Haden Church como Flint Marko / Homem-Areia da trilogia de Sam Raimi, juntamente com Andrew Garfield como Peter Parker / Homem-Aranha, Rhys Ifans como Dr. Curt Connors / Lagarto e Foxx como Max Dillon / Electro da franquia The Amazing Spider-Man de Marc Webb. Spider-Man: No Way Home foi lançado em 17 de dezembro de 2021.